# تپه سرگچله ۲
تپه سرگچله ۲ مربوط به کالکولیتیک است و در شهرستان دره‌شهر، بخش مرکزی، دهستان ارمو، ۱ کیلومتری شمال روستای سرگچله واقع شده و این اثر در تاریخ ۲۶ دی ۱۳۸۶ با شمارهٔ ثبت ۲۰۶۵۸ به‌عنوان یکی از آثار ملی ایران به ثبت رسیده است.